# País d'Oaș
El País d'Oaș (en romanès: Țara Oașului, hongarès: Avasság) és una regió etnogràfica i històrica de Romania situada a la part nord-est del comtat de Satu Mare, a 50 km de la ciutat de Satu Mare i també a 50 km de la ciutat de Baia Mare. La superfície total és de 755,30 quilòmetres quadrats. La capital del país d'Oaș és la ciutat de Negrești-Oaș.

## Límits
El país d'Oaș s'estén des de Turț - Gherța Mare - Gherța Mică (a la banda occidental) fins al coll d'Huta situat a una altitud de 604 m (a l'est), des de Cămărzana (al nord) fins a les muntanyes que envolten Orașu Nou, Racșa i Vama (al sud).

## Comunes
El país d'Oaș comprèn les comunes següents:
- Orașu Nou
- Certeze
- Vama
- Călinești-Oaș
- Târșolț
- Bixad
- Cămărzana

## Geografia
L'OEA La depressió té una alçada màxima de 400 – 500 m. La majoria dels habitatges humans es troben al costat de les valls fluvials que creuen la depressió d'Oaș. A la part nord de la depressió hi ha la conca de Lechincioara que inclou les valls Mare, Semănaturii i Lechincioarei. A la part sud del país d'Oaș hi ha els rius Tur, Alb i Rău.

## Història
El primer document que esmentava el país d'Oaș data del 1270, quan el rei d'Hongria donà a un noble diversos pobles del límit sud-oest del "país".
En aquest document, el país d'Oaș s'esmenta com a Terra Awas. Alguns historiadors afirmen que l'origen de la paraula " Oaș " és el " Awas ", que significa una mena de desforestació o una clariana al bosc.
El país d'Oaș fou esmentat a les Cròniques de Grigore Ureche.

## Galeria

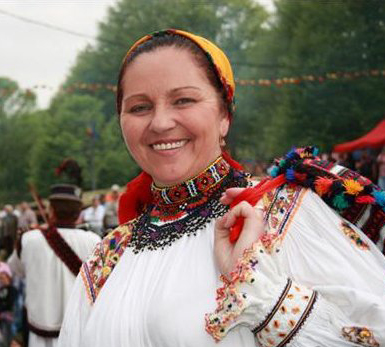
La cantant de folk local Maria Tripon amb vestit tradicional
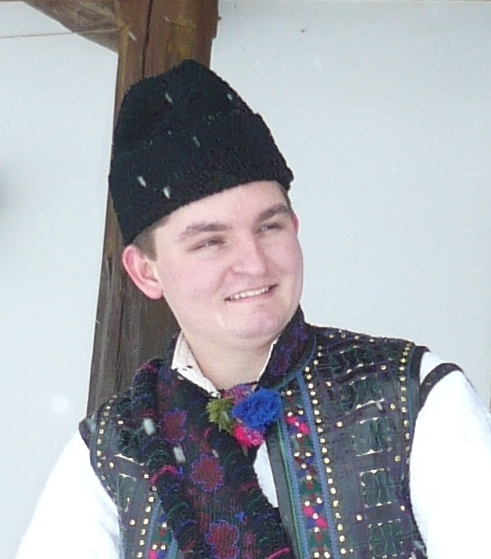
El cantant popular local Ionuț Silaghi de Oaș amb vestit tradicional
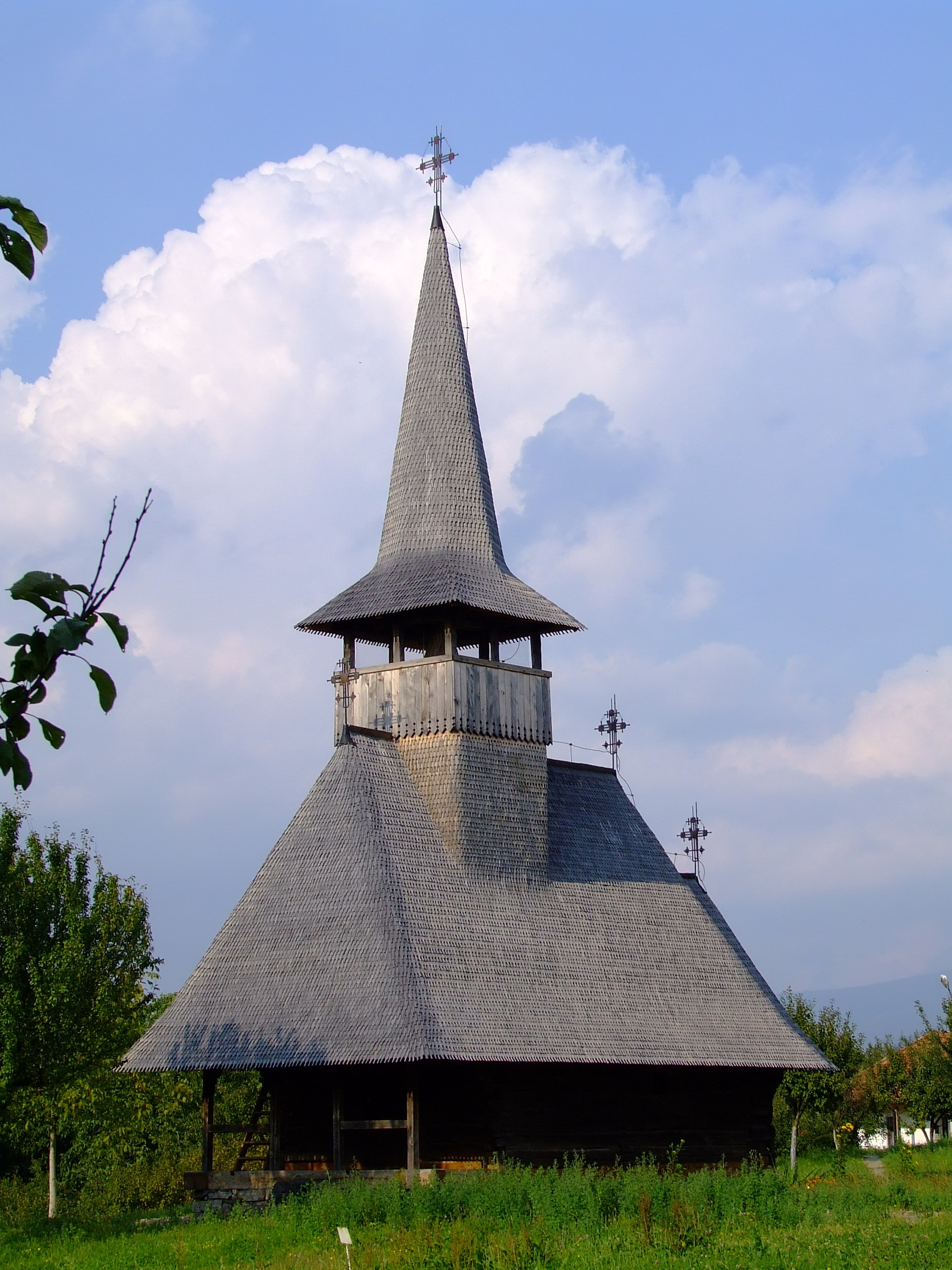
Església de fusta de Lechința, Museu a l'aire lliure del país d'Oaș a la ciutat de Negrești-Oaș, 2008
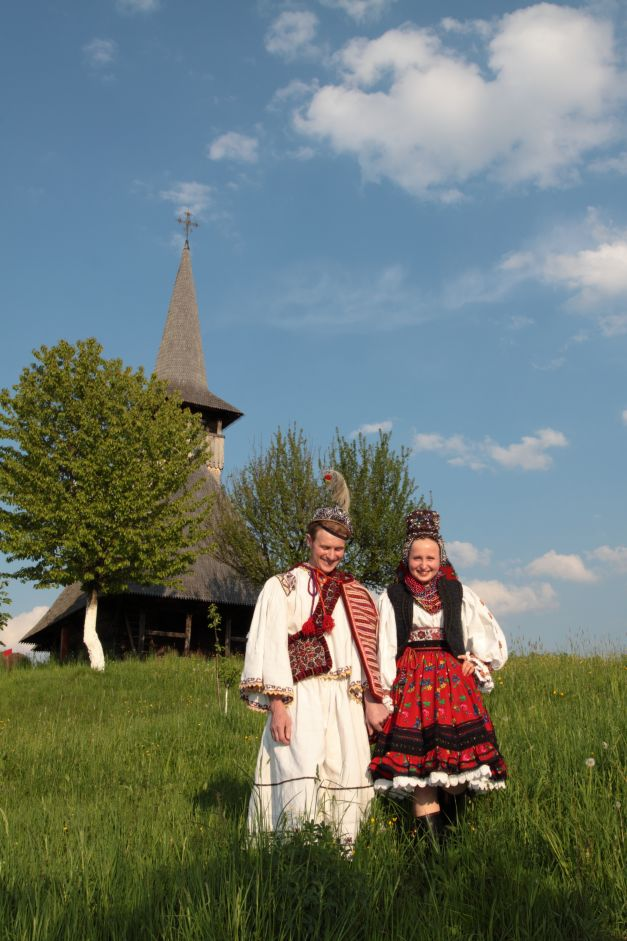
Conjunt popular d'Oaș al Museu del País d'Oaș
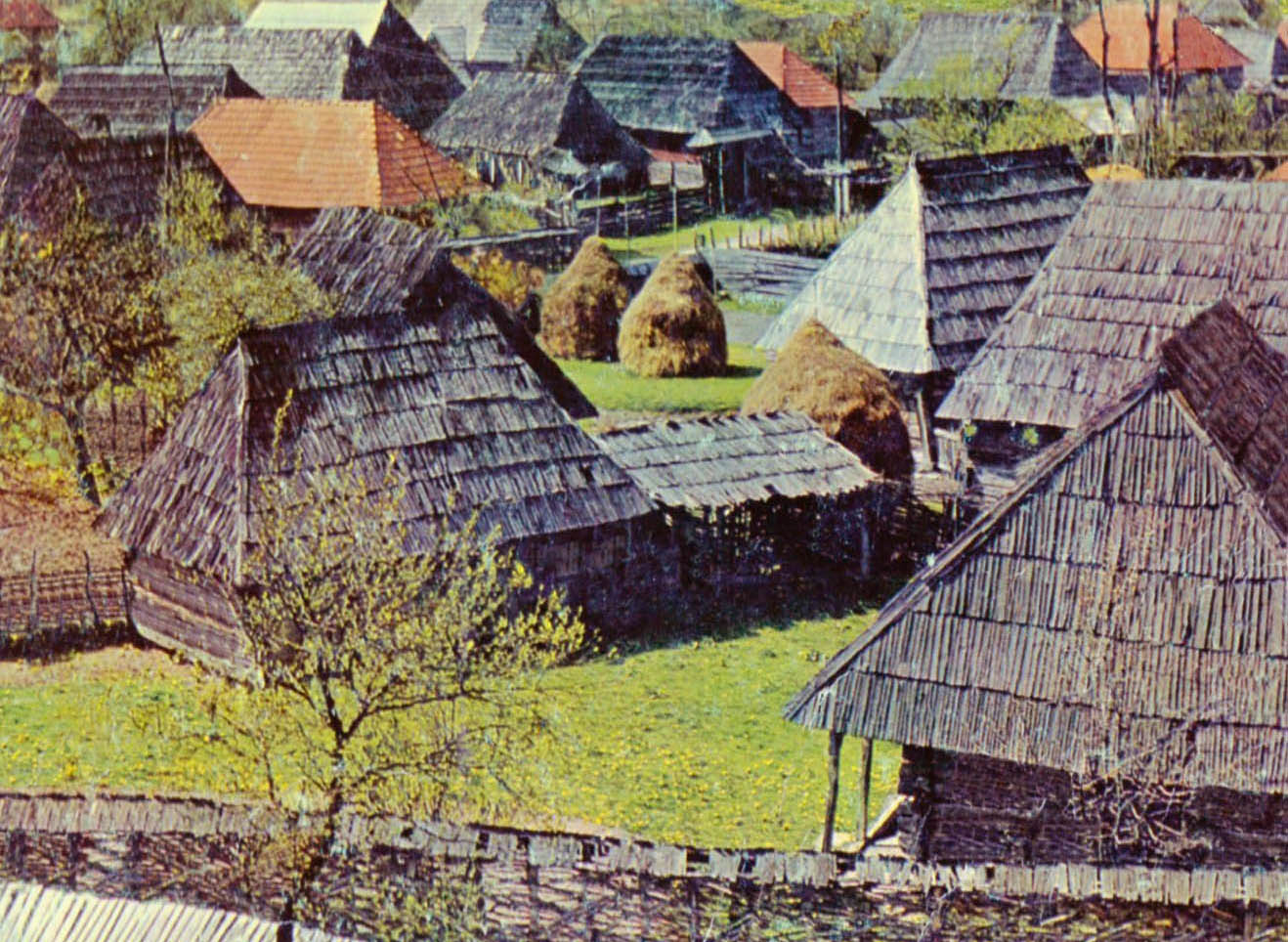
Museu a l'aire lliure del país d'Oaș a la ciutat de Negrești-Oaș
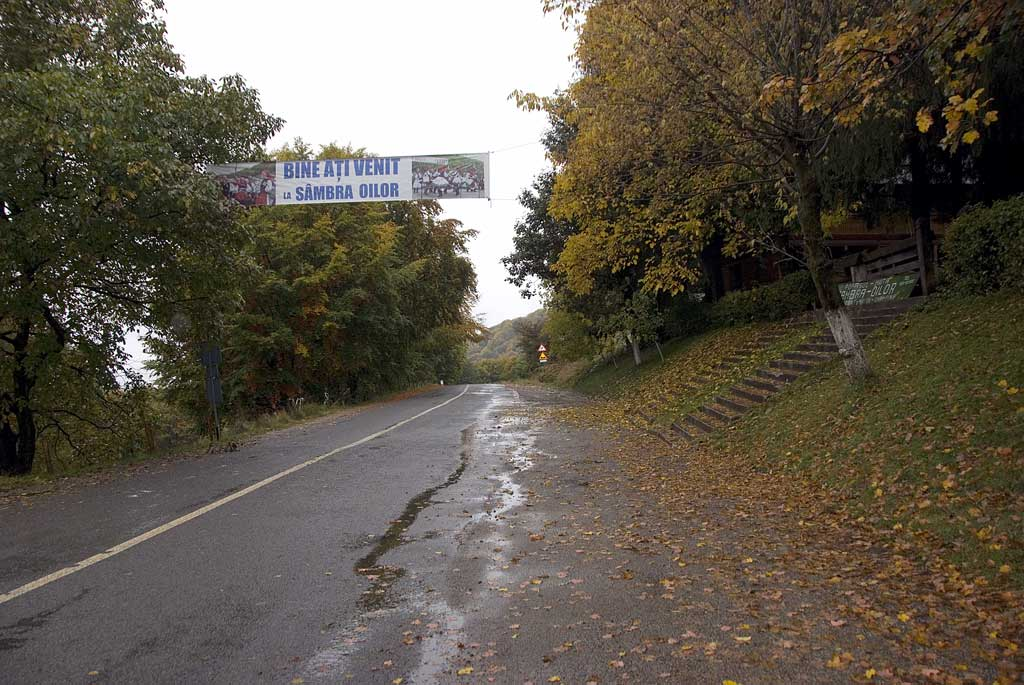
Pas Huta